# Monhystera papuana
Monhystera papuana är en rundmaskart som beskrevs av Daday 1899. Monhystera papuana ingår i släktet Monhystera och familjen Monhysteridae. Inga underarter finns listade i Catalogue of Life.